# Calvisia hippolyte
Calvisia hippolyte är en insektsart som först beskrevs av John Obadiah Westwood 1859.  Calvisia hippolyte ingår i släktet Calvisia och familjen Diapheromeridae. Inga underarter finns listade.